# Treize contre Un
Treize contre Un est le huitième album de la saga de bande dessinée XIII de William Vance et Jean Van Hamme. Il devait constituer la fin de la série à l'époque de sa sortie.
Alors que la Mangouste réussit à s'évader, le président fait appel à XIII, désormais Jason Mac Lane, afin d'enquêter pour identifier le numéro I. Ce dernier avec l'aide du colonel Amos et du Major Jones va mener son enquête qui sera semé d'embûches, tout en essayant de retrouver Kim Rowland, afin de découvrir que le numéro I n'est nul autre que le président Wally Sheridan.

## Résumé
Dans le quartier de haute sécurité de la prison de Bluebanks, on découvre dans la cellule de la Mangouste VIDE un message sur le mur : "So long, suckers!". Le tueur a miraculeusement réussi à s'évader.
Pendant ce temps, à la Maison Blanche, le président tente de convaincre XIII de travailler pour lui afin d'enquêter sur le numéro I. Refusant dans un premier temps avant de changer d'avis dans la soirée à l'annonce de l'évasion du tueur, il accepte la Mission. Il sera alors accompagné de Ned Bancroft du "Service secret" (les hommes chargés de la sécurité du président des États-Unis) qui lui remet un laissez-passer alpha pouvant accéder à n'importe quel échelon de l'administration américaine. Il refuse l'aide de l'agent, préférant travailler en solo.
Il part retrouver Jones dans un camp d'entraînement de l'armée et lui explique ce qu'il sait : la Mangouste aurait bénéficié de la complicité du gardien-chef de la prison, qu'il a ensuite abattu avant de gagner les toits de la prison et de s'enfuir en ULM. Puis, pendant qu'ils prennent un verre sur une terrasse ensoleillée, XIII demande à Jones de retrouver Kim Rowland. Jones n'apprécie guère l'idée de rechercher l'ex-femme de l'homme qu'elle aime, refuse en reversant son cocktail sur ses genoux.
Jason commence alors son enquête. Se souvenant de ce que lui avait dit la Mangouste avant d'essayer de le tuer à Greenfalls, il va voir Frank Giordino, le successeur de Heideger et lui demande une liste des embarcations qui se trouvaient autour de Peacock Bay il a y deux ans (l'une d'elles appartient au numéro I). Giordino ne peut refuser, XIII possédant un « Alpha ». Il se rend ensuite à la salle de sport où il a une discussion avec l'instructeur de Kim Carrington. Après avoir semé Ned, Jason retrouve le colonel Amos dans un immeuble désaffecté. Amos lui donne alors des informations importantes sur la vie de Kim : cette dernière a été élevée par sa tante Amalia, la sœur du général, dans un ranch du Wyoming. En consultant la liste des embarcations fournie par Giordino (à qui XIII n'a pas révélé qu'il recherchait celui du numéro I), Amos remarque que le bateau de Wally Sheridan, l'actuel président, y figure. Avant de partir, XIII demande à Amos où avait été hospitalisé Wally Sheridan après l'attentat dont il avait été victime lors de l'enterrement de son frère. Réponse : au Washburne Hospital.
Se faisant hospitaliser au Washburne Hospital pour un bilan de santé complet, Jason cherche le dossier médical sur Sheridan. Mais pendant sa recherche, il crève l’œil d'Irina, une tueuse au service de la Mangouste qui voulait le tuer. Il s'échappe de l'hôpital avec le dossier et est "récupéré" par Ned, toujours en train de garder un œil sur lui. Le lendemain, Jason retrouve Amos au parc pour lui faire part de ce qu'il a appris dans son enquête. Il pense que Wally Sheridan est le numéro I. Dans le dossier médical, il a trouvé ce qu'il cherchait : la mention d'une greffe de peau au niveau de la clavicule gauche, seul moyen de faire disparaître un tatouage... William Sheridan était brillant et tous les efforts du « clan » Sheridan s'étaient concentrés sur lui, Wally souffrait de l'ombre que lui faisait son grand frère. Une fois son frère assassiné, Wally a voulu faire cavalier seul pour briguer la présidence, ce qui n'a pas plu au numéro II Calvin Wax, qui a tenté de le tuer par deux fois. À ce stade des réflexions des deux hommes, la Mangouste, arrivée par surprise derrière eux en ULM, tire une rafale et blesse Amos. Il indique où est le bateau de Wally Sheridan, le "Lady Bee", et ajoute « Bonne chance mon garçon... je parie sur vous... à treize contre un. ».
Parallèlement à ces événements, Jones se rend chez la soeur du général Carrington, Amalia, dans sa ferme du Wyoming. Miss Carrington annonce alors à Jones qu'elle n'a pas la moindre idée du lieu où peut se trouver Kim, ayant perdu sa trace depuis trois ans. Après avoir regardé un album de photos, Jones trouve une photo représentant Kim avec Wally Sheridan à la plage. La tante de Kim admet qu'elle a eu une aventure passagère avec Sheridan quelques années auparavant. Mais d'après Jones, Kim semble être enceinte sur la photo. Puis Jones se rend à Southbourg pour y rencontrer la famille Rowland, espérant obtenir des informations sur l'endroit où pourrait se trouver Kim. Le seul indice qu'elle récupère est une carte postale de Steve Rowland et de Kim qu'ils avaient envoyée trois ans auparavant. Cette carte parle d'une île au large de la ville côtière de Northshore, sans préciser laquelle.
XIII se rend donc à Northshore, où il observe les faits et gestes de Sheridan. Il a la surprise d'y retrouver Jones qui, elle aussi, recherche Kim. Elle lui raconte ce qu'elle sait au sujet de la relation entre Sheridan et Kim et de leur fils. Cela confirmerait la thèse de Jason : Sheridan a utilisé Kim pour faire le sale boulot dans son complot, en recourant au chantage sur la vie de leur fils Colin. Pour Jason, Kim est la seule personne à pouvoir prouver que Sheridan est le numéro I, à part la Mangouste. XIII demande à Jones d'aller se renseigner au registre des propriétés du comté afin de voir si une île appartient à Mme Janet B. Fitzsimmons (la femme du président) pendant que lui va louer un bateau. Jason et Jones s'y rendent le soir même.
La nuit tombée, XIII quitte Jones, qui reste sur le bateau et va jusqu'à l'île en canot dans le but de libérer Kim. Arrivé sur place, et après avoir réussi à récupérer Kim effrayée, il découvre qu'il est tombé dans un piège tendu par la Mangouste (accompagné d'Irina, la tueuse de l'hôpital désormais borgne). Le tueur à gages n'hésite pas à faire sauter le bateau sur lequel est censé se trouver Jones. XIII est donc assommé et emmené sur le yacht de Sheridan avec Kim, où ils retrouvent Jones vivante, qui y avait déjà été amenée.
Une fois à bord sur le bateau et après avoir confirmé la trahison de Kim deux ans auparavant, La Mangouste explique à Jason son intention de faire sombrer le bateau avec Kim, Jones et lui. Irina les endort tous les trois juste avant de couler le yacht. Une fois les hommes de la Mangouste partis, Jason, dans un dernier sursaut d'énergie, se libère grâce à son couteau avec l'aide de Kim avant que cette dernière perde connaissance. Au moment où le bateau coule, s'entaillant la main pour résister à l'effet du somnifère, il se saisit de Jones, la sauvant ainsi de la noyade, et saute à la mer avec une bouée. Au matin, les deux naufragés sont récupérés par Ned Bancroft qui annonce à XIII que le président l'a envoyé et veut le voir.
La fin se déroule à la Maison-Blanche : Sheridan rejoint Jason qui l'attend dans son bureau. Jason, ayant fini sa mission, lui remet son alpha et fait le point avec le président sur la fin de son enquête : officiellement, le numéro I n'a jamais existé. Wally explique que le chirurgien qui lui a effacé le tatouage du "I" (via une greffe de peau d'après le dossier médical) est décédé la nuit précédente, qu'il a envoyé Ned récupérer XIII pensant qu'il était mort, et qu'il n'a pas sauvé son témoin (Kim) de la noyade. La discussion monte d'un ton lorsque Jason donne un coup de poing dans la figure du président après que ce dernier lui a proposé de travailler pour lui. Ce dernier menace de mort Jason, qui quitte calmement la Maison Blanche. En sortant, il remercie Ned pour ses services et s'en va.